# السياحة في ناميبيا
السياحة في ناميبيا هي صناعة رئيسية، تساهم بمبلغ 7.2 مليار دولار ناميبي (أي ما يعادل 390 مليون دولار أمريكي) في الناتج المحلي الإجمالي للبلاد. يزور ناميبيا سنوياً أكثر من مليون مسافر، حيث يأتي حوالي واحد من كل ثلاثة منهم من جنوب إفريقيا، ثم ألمانيا وأخيراً المملكة المتحدة وإيطاليا وفرنسا. تعد البلاد من بين الوجهات الرئيسية في إفريقيا وتشتهر بالسياحة البيئية التي تتميز بالحياة البرية الواسعة في ناميبيا.
صنفت لونلي بلانيت ناميبيا على أنها خامس أفضل وجهة سياحية في العالم من حيث القيمة في ديسمبر 2010.

## تاريخياً
أُجري أول تقدير تقريبي في 1989، تنبأ بأن 100,000 سائح أجنبي أقاموا في البلاد. وقد ارتفع هذا الرقم بمرور الوقت إلى 1,176,000 زائر في 2014.

## التوظيف
كان هناك حوالي 600 وظيفة مرتبطة مباشرة بقطاع السياحة في البلاد في 1996. فيما قُدِّر أن 77,000 وظيفة تعتمد بشكل مباشر أو غير مباشر على السياحة في ناميبيا في 2008، وهو ما يعادل 18.2% من جميع الوظائف الرسمية. كما كان للسياحة في ناميبيا تأثيراً إيجابياً على الحفاظ على الموارد والتنمية الريفية. تأسست حوالي 50 محمية مجتمعية في جميع أنحاء البلاد، تغطي 11.8 مليون هكتار من الأراضي مما أدى إلى تحسين إدارة الأراضي، مع توفير الدخل الذي يحتاجه عشرات الآلاف من سكان الريف بشدة.

## التصنيف والتقييم
صنفت لونلي بلانيت ناميبيا في المرتبة الخامسة ضمن مخطط عالمي لوجهات القيمة مقابل المال في 2010. احتلت ناميبيا المرتبة 13 من بين 30 من أفضل 30 وجهة سفر ناشئة في العالم لعام 2020 من قبل ترافل ليمينغ. اُختير متنزه إيتوشا الوطني ووادي فيش ريفر وسوسوسفلي ومنتزه ناميب نوكلوفت الوطني، ضمن هذه الجوائز، كأفضل مناطق الجذب في ناميبيا.